# Нађа Парис
Нађа Парис (енгл. Nadia Pariss; 1. јануар 1990) америчка је порнографска глумица. Дебитовала је као глумица у индустрији порнографије 2011. године када је имала 21 годину.

## Филмографија
|       | Филм                  | Студио             |
| ----- | --------------------- | ------------------ |
| 2011. | 8th Street Latinas 17 | Pulse Distribution |
| 2011. | Every Last Drop 18    | Bang Productions   |
| 2012. | Fresh And Easy 2      | Diabolic Video     |
| 2012. | Party Of Three 2      | Bang Productions   |